# Markus Wasser
Markus Wasser (Aarau, 7 maggio 1968) è un ex bobbista svizzero.

## Biografia
Ai XVIII Giochi olimpici invernali (edizione disputatasi nel 1998 a Nagano, Giappone) vinse la medaglia d'argento nel Bob a 4 con i connazionali Marcel Rohner, Markus Nüssli e Beat Seitz partecipando per la nazionale svizzera, superati da quella tedesca a cui andò la medaglia d'oro. 
Il tempo totalizzato fu di 2:40,01, con un distacco breve dalla prima classificata: 2:39,41.
Inoltre ai campionati mondiali vinse una medaglia d'argento nell'edizione 1996, nel bob a quattro con Marcel Rohner, Thomas Schreiber e Roland Tanner.